# Wereldkampioenschap superbike van Sugo 2002
Het wereldkampioenschap superbike van Sugo 2002 was de vierde ronde van het wereldkampioenschap superbike en het wereldkampioenschap Supersport 2002. De races werden verreden op 21 april 2002 op het Sportsland SUGO nabij Murata, Japan.

## Superbike

### Race 1
| Pos | Nr  | Rijder               | Constructeur | Rondes | Tijd         | Grid | Punten |
| --- | --- | -------------------- | ------------ | ------ | ------------ | ---- | ------ |
| 1   | 2   | Colin Edwards        | Honda        | 25     | 37:24.515    | 5    | 25     |
| 2   | 42  | Makoto Tamada        | Honda        | 25     | +0.161       | 3    | 20     |
| 3   | 41  | Noriyuki Haga        | Aprilia      | 25     | +4.486       | 1    | 16     |
| 4   | 100 | Neil Hodgson         | Ducati       | 25     | +12.255      | 2    | 13     |
| 5   | 1   | Troy Bayliss         | Ducati       | 25     | +21.313      | 7    | 11     |
| 6   | 49  | Akira Yanagawa       | Kawasaki     | 25     | +22.877      | 6    | 10     |
| 7   | 155 | Ben Bostrom          | Ducati       | 25     | +23.261      | 4    | 9      |
| 8   | 43  | Wataru Yoshikawa     | Yamaha       | 25     | +26.359      | 10   | 8      |
| 9   | 52  | James Toseland       | Ducati       | 25     | +29.082      | 11   | 7      |
| 10  | 45  | Takeshi Tsujimura    | Yamaha       | 25     | +30.348      | 9    | 6      |
| 11  | 9   | Chris Walker         | Kawasaki     | 25     | +31.022      | 14   | 5      |
| 12  | 10  | Gregorio Lavilla     | Suzuki       | 25     | +42.361      | 15   | 4      |
| 13  | 32  | Eric Bostrom         | Kawasaki     | 25     | +43.368      | 8    | 3      |
| 14  | 33  | Juan Borja           | Ducati       | 25     | +44.134      | 18   | 2      |
| 15  | 48  | Yuichi Takeda        | Honda        | 25     | +44.272      | 13   | 1      |
| 16  | 19  | Lucio Pedercini      | Ducati       | 25     | +1:17.227    | 16   |        |
| 17  | 99  | Steve Martin         | Ducati       | 25     | +1:19.973    | 23   |        |
| 18  | 36  | Ivan Clementi        | Kawasaki     | 25     | +1:24.513    | 24   |        |
| 19  | 47  | Kenichiro Nakamura   | Honda        | 25     | +1:33.197    | 21   |        |
| 20  | 46  | Mauro Sanchini       | Kawasaki     | 24     | +1 ronde     | 26   |        |
| 21  | 5   | Mark Heckles         | Honda        | 24     | +1 ronde     | 20   |        |
| DNF | 11  | Rubén Xaus           | Ducati       | 17     | Ongeluk      | 12   |        |
| DNF | 12  | Broc Parkes          | Ducati       | 8      | Uitgevallen  | 25   |        |
| DNF | 30  | Alessandro Antonello | Ducati       | 4      | Uitgevallen  | 22   |        |
| DNF | 20  | Marco Borciani       | Ducati       | 1      | Uitgevallen  | 19   |        |
| DNS | 14  | Hitoyasu Izutsu      | Kawasaki     | 0      | Niet gestart |      |        |

### Race 2
| Pos | Nr  | Rijder               | Constructeur | Rondes | Tijd         | Grid | Punten |
| --- | --- | -------------------- | ------------ | ------ | ------------ | ---- | ------ |
| 1   | 42  | Makoto Tamada        | Honda        | 25     | 37:26.628    | 3    | 25     |
| 2   | 2   | Colin Edwards        | Honda        | 25     | +3.297       | 5    | 20     |
| 3   | 100 | Neil Hodgson         | Ducati       | 25     | +3.469       | 2    | 16     |
| 4   | 1   | Troy Bayliss         | Ducati       | 25     | +3.680       | 7    | 13     |
| 5   | 41  | Noriyuki Haga        | Aprilia      | 25     | +7.456       | 1    | 11     |
| 6   | 49  | Akira Yanagawa       | Kawasaki     | 25     | +9.562       | 6    | 10     |
| 7   | 155 | Ben Bostrom          | Ducati       | 25     | +12.733      | 4    | 9      |
| 8   | 43  | Wataru Yoshikawa     | Yamaha       | 25     | +20.697      | 10   | 8      |
| 9   | 11  | Rubén Xaus           | Ducati       | 25     | +28.221      | 12   | 7      |
| 10  | 45  | Takeshi Tsujimura    | Yamaha       | 25     | +28.535      | 9    | 6      |
| 11  | 52  | James Toseland       | Ducati       | 25     | +33.424      | 11   | 5      |
| 12  | 10  | Gregorio Lavilla     | Suzuki       | 25     | +33.922      | 15   | 4      |
| 13  | 9   | Chris Walker         | Kawasaki     | 25     | +34.621      | 14   | 3      |
| 14  | 32  | Eric Bostrom         | Kawasaki     | 25     | +38.561      | 8    | 2      |
| 15  | 33  | Juan Borja           | Ducati       | 25     | +46.872      | 18   | 1      |
| 16  | 48  | Yuichi Takeda        | Honda        | 25     | +49.107      | 13   |        |
| 17  | 20  | Marco Borciani       | Ducati       | 25     | +1:10.185    | 19   |        |
| 18  | 19  | Lucio Pedercini      | Ducati       | 25     | +1:11.503    | 16   |        |
| 19  | 36  | Ivan Clementi        | Kawasaki     | 25     | +1:14.732    | 24   |        |
| 20  | 99  | Steve Martin         | Ducati       | 25     | +1:16.194    | 23   |        |
| 21  | 47  | Kenichiro Nakamura   | Honda        | 25     | +1:31.522    | 21   |        |
| 22  | 46  | Mauro Sanchini       | Kawasaki     | 24     | +1 ronde     | 26   |        |
| DNF | 5   | Mark Heckles         | Honda        | 17     | Ongeluk      | 20   |        |
| DNF | 12  | Broc Parkes          | Ducati       | 5      | Uitgevallen  | 25   |        |
| DNS | 30  | Alessandro Antonello | Ducati       | 0      | Niet gestart | 22   |        |
| DNS | 14  | Hitoyasu Izutsu      | Kawasaki     | 0      | Niet gestart |      |        |

## Supersport
| Pos | Nr | Rijder               | Constructeur | Rondes | Tijd        | Grid | Punten |
| --- | -- | -------------------- | ------------ | ------ | ----------- | ---- | ------ |
| 1   | 12 | Stéphane Chambon     | Suzuki       | 25     | 39:07.182   | 2    | 25     |
| 2   | 37 | Katsuaki Fujiwara    | Suzuki       | 25     | +0.282      | 1    | 20     |
| 3   | 99 | Fabien Foret         | Honda        | 25     | +5.995      | 5    | 16     |
| 4   | 2  | Paolo Casoli         | Yamaha       | 25     | +8.194      | 3    | 13     |
| 5   | 91 | Christian Kellner    | Yamaha       | 25     | +12.435     | 8    | 11     |
| 6   | 7  | Karl Muggeridge      | Honda        | 25     | +12.436     | 4    | 10     |
| 7   | 1  | Andrew Pitt          | Kawasaki     | 25     | +27.086     | 13   | 9      |
| 8   | 71 | Werner Daemen        | Honda        | 25     | +29.190     | 10   | 8      |
| 9   | 5  | Kevin Curtain        | Yamaha       | 25     | +29.588     | 17   | 7      |
| 10  | 3  | Jörg Teuchert        | Yamaha       | 25     | +29.603     | 15   | 6      |
| 11  | 15 | Alessio Corradi      | Yamaha       | 25     | +35.778     | 12   | 5      |
| 12  | 18 | José David de Gea    | Honda        | 25     | +39.306     | 16   | 4      |
| 13  | 8  | James Ellison        | Kawasaki     | 25     | +45.962     | 20   | 3      |
| 14  | 20 | Stefano Cruciani     | Yamaha       | 25     | +46.413     | 18   | 2      |
| 15  | 44 | Antonio Carlacci     | Yamaha       | 25     | +1:03.777   | 19   | 1      |
| 16  | 25 | Mark Willis          | Yamaha       | 25     | +1:13.917   | 23   |        |
| 17  | 14 | Diego Giugovaz       | Yamaha       | 25     | +1:14.168   | 25   |        |
| DNF | 33 | Rob Frost            | Yamaha       | 18     | Ongeluk     | 24   |        |
| DNF | 16 | Gianluca Nannelli    | Ducati       | 7      | Uitgevallen | 21   |        |
| DNF | 69 | James Whitham        | Yamaha       | 2      | Ongeluk     | 9    |        |
| DNF | 9  | Iain MacPherson      | Honda        | 2      | Ongeluk     | 14   |        |
| DNF | 11 | Piergiorgio Bontempi | Ducati       | 1      | Ongeluk     | 7    |        |
| DNF | 17 | Chris Vermeulen      | Honda        | 1      | Ongeluk     | 6    |        |
| DNF | 39 | Tatsuya Yamaguchi    | Honda        | 0      | Uitgevallen | 11   |        |
| DNF | 13 | Christophe Cogan     | Honda        | 0      | Uitgevallen | 22   |        |

## Tussenstanden na wedstrijd

### Superbike
| Pos | Nr  | Rijder        | Team    | Punten |
| --- | --- | ------------- | ------- | ------ |
| 1   | 1   | Troy Bayliss  | Ducati  | 174    |
| 2   | 2   | Colin Edwards | Honda   | 150    |
| 3   | 100 | Neil Hodgson  | Ducati  | 98     |
| 4   | 155 | Ben Bostrom   | Ducati  | 95     |
| 5   | 41  | Noriyuki Haga | Aprilia | 87     |

### Supersport
| Pos | Nr | Rijder            | Team     | Punten |
| --- | -- | ----------------- | -------- | ------ |
| 1   | 12 | Stéphane Chambon  | Suzuki   | 77     |
| 2   | 1  | Andrew Pitt       | Kawasaki | 70     |
| 3   | 99 | Fabien Foret      | Honda    | 59     |
| 4   | 91 | Christian Kellner | Yamaha   | 47     |
| 5   | 37 | Katsuaki Fujiwara | Suzuki   | 33     |

1988 · 1989 · 1990 · 1991 · 1992 · 1993 · 1994 · 1995 · 1996 · 1997 · 1998 · 1999 · 2000 · 2001 · 2002 · 2003